# Chalceus
Chalceus là một chi cá trong họ Characidae phân bố ở vùng Nam Mỹ từ sông Orinoco cho tới sông Amazon

## Các loài
- Chalceus epakros Zanata & Toledo-Piza, 2004
- Chalceus erythrurus (Cope, 1870) (tucan fish)
- Chalceus fasciatus Jardine, 1841
- Chalceus guaporensis Zanata & Toledo-Piza, 2004
- Chalceus latus Jardine, 1841
- Chalceus macrolepidotus G. Cuvier, 1818 (pinktail chalceus)
- Chalceus spilogyros Zanata & Toledo-Piza, 2004
- Chalceus taeniatus Jardine, 1841

## Cá cảnh
Trong chi cá này có loài Cá thanh tử quang còn gọi là cá bình khách, cá thủy lôi hồng vĩ (Chalceus erythrurus) được dùng làm loài cá cảnh, chúng có hình dáng thon dài, bới theo bầy đàn và có thể nuôi chung với nhiều loài cá khác.Cá thích hợp môi trường nước mềm và có tính axít. Cá thanh tử quang sống ở tầng giữa. Cá ăn thiên về động vật bao gồm trùng chỉ, côn trùng, giáp xác, tép nhỏ. Cá cũng ăn thức ăn viên